# Каза Ремиђо-Каза Коста (Павија)
Каза Ремиђо-Каза Коста је насеље у Италији у округу Павија, региону Ломбардија.
Према процени из 2011. у насељу је живело 8 становника. Насеље се налази на надморској висини од 133 м.